# Åsundsholm
Åsundsholm är en herrgård belägen vid sjön Åsunden knappt två mil söder om Ulricehamn. 
Herrgården uppfördes 1919 av grevinnan Signe Sparre, mor till författarinnan Birgit Th Sparre. Högst upp under taket, med utsikt över Åsunden, hade Birgit sin skrivarlya där hon författade sina berömda herrgårdsromaner, bl.a. ”Gårdarna runt sjön”. Birgit Th Sparre gifte sig 1955 med författaren Stig Cederholm. Efter en tid upptäckte Sparre att Cederholm hade förskingrat hennes tillgångar, vilket  ledde till att Sparre år 1959 tvingades sälja Åsundsholm på exekutiv auktion. De separerade 1957 men förblev formellt gifta fram till Cederholms död.
Åsundsholms herrgård är idag centralpunkt för Åsundsholm Golf & Country Club.